# 济罗斯
济罗斯（希臘語：Ζηρός）是希腊伊庇鲁斯大区普雷韦扎专区的市镇，行政中心为菲利皮亚扎镇。市镇面积为380.6平方公里，2021年人口数量为13,079人。
此市镇设立于2011年地方政府改革中，由原4个市镇合并而成，原市镇则成为此市镇的4个市区。